# One of a Kind
"One of a Kind" é uma canção do cantor e rapper sul-coreano G-Dragon, contida em seu primeiro extended play (EP) de mesmo nome. Foi composta e produzida pelo mesmo, que também contou com a produção de Choice37. A canção pertencente ao gênero hip hop, obteve uma recepção positiva dos críticos de música, que a consideraram um dos melhores trabalhos de G-Dragon e uma das  canções de hip hop coreanas mais influentes. 

## Antecedentes e composição
Antecedendo o lançamento do EP homônimo, a canção "One of a Kind" foi revelada através da produção de um vídeo musical. Segundo Yang Hyun-suk, executivo da YG Entertainment, seu intuito foi de anunciar o retorno de G-Dragon e apresentar o conceito do EP, ele explicou a escolha da canção dizendo: "Esta introdução com uma batida de hip hop e as palavras [como] 'one of a kind' se repetindo, irão indicar ao público que estilo o conceito do álbum tem".
"One of a Kind" é uma canção de hip hop com elementos de pop-rap, que possui letras que discutem temas "provocadores" como dinheiro e fama. David Jeffries escrevendo para o website Allmusic, considerou a faixa brilhante, "um número pretensioso, com um refrão viciante e muitos artifícios empolgantes de produção".

## Recepção da crítica
"One of a Kind" recebeu aclamação da crítica especializada, para a Billboard, que classificou-a como uma das melhores canções de K-pop de 2012, "One of a Kind" é elogiada pela "batida de hip hop que os maiores rappers da atualidade fariam" e como G-Dragon "mostrou seu talento impressionante para encaixar ritmo e letras". O web portal sul-coreano Daum elegeu "One of a Kind" como a quinta melhor canção do ano, chamando-a de "obra-prima" e sua composição de "excelente".
O crítico musical sul-coreano Kim Bong-hyun incluiu "One of a Kind" em seu livro de canções de hip hop coreanas mais influentes entre 1989 a 2016, classificando-a como uma das 28 faixas que moldaram o gênero. Ela tornou-se ainda, a única canção de um artista solo a ser incluída na lista do jornal The Dong-a Ilbo de 2016, referente as melhores canções de ídolos masculinos dos últimos vinte anos. Adicionalmente, a revista Ize listou "One of a Kind" como uma das canções mais memoráveis escritas por G-Dragon, descrevendo que a mesma elevou seu status como músico de hip hop.

## Vídeo musical
Dirigido por Seo Hyun-seung, o vídeo musical de "One of a Kind" foi lançado em 25 de agosto de 2012, sendo descrito como "autobiográfico" e "com itens de design reluzentes". G-Dragon é visto usando figurinos utilizados em outros vídeos musicais. A produção contém ainda a participação de seu companheiro de Big Bang, Taeyang.
David Bevan da revista Spin considerou a produção como um "clipe deslumbrante". Tom Breihan do Stereogum, escolheu o vídeo musical de "One of a Kind" como o melhor da semana, para ele "[...] O K-pop descobriu o skate-rap, e todos nós devemos estar muito, mais muito animados com isso". Jeff Benjamin da Fuse, considerou a produção como um dos "vídeos imperdíveis" de G-Dragon e declarou que, a reinterpretação dada a etiqueta de aviso de conteúdo explícito, que tornou-se o título da canção em uma de suas vestimentas, é "um de seus figurinos mais memoráveis".

## Desempenho nas paradas musicais
Na Coreia do Sul, "One of a Kind" estreou em número 21 na Gaon Digital Chart e Gaon Download Chart com vendas de 129,392 mil downloads digitais pagos, além de posicionar-se em seu pico de número quinze na Gaon Streaming Chart com mais de um milhão de transmissões. Na semana seguinte, "One of a Kind" atingiu sua melhor colocação na Gaon Digital Chart e Gaon Download Chart, através das posições nove e dez, respectivamente. Nos Estados Unidos, posicionou-se em número sete na Billboard World Digital Songs.	  

### Posições
| Paradas (2012)                                 | Melhor posição |
| ---------------------------------------------- | -------------- |
| Coreia do Sul (Gaon Weekly Digital Chart)      | 9              |
| Coreia do Sul (Gaon Monthly Digital Chart)     | 18             |
| Coreia do Sul (Gaon Weekly Download Chart)     | 10             |
| Coreia do Sul (Gaon Weekly Streaming Chart)    | 15             |
| Coreia do Sul (Billboard K-pop Hot 100)        | 14             |
| Estados Unidos (Billboard World Digital Songs) | 7              |

### Vendas
| País          | Parada                     | Vendas  |
| ------------- | -------------------------- | ------- |
| Coreia do Sul | Gaon Download Chart (2012) | 740,098 |

## Prêmios e indicações
| Ano  | Premiação           | Categoria                       | Resultado | Ref.          |
| ---- | ------------------- | ------------------------------- | --------- | ------------- |
| 2012 | HipHopPlaya Awards  | Vídeo Musical do Ano            | Venceu    | [ 25 ]        |
| 2013 | Korean Music Awards | Canção do Ano                   | Indicado  | [ 26 ] [ 27 ] |
| 2013 | Korean Music Awards | Melhor Canção Rap/Hip-hop       | Venceu    | [ 26 ] [ 27 ] |
| 2013 | Rhythmer Awards     | Melhor Canção de Hip Hop do Ano | Venceu    | [ 28 ]        |